# Gaius Flavius Fimbria (Konsul)
Gaius Flavius Fimbria († vor 91 v. Chr.) war ein Politiker der späten römischen Republik.
Der Homo novus bekleidete zunächst das Volkstribunat und spätestens 107 v. Chr. die Praetur. Zusammen mit Gaius Marius war er Konsul im Jahr 104 v. Chr. Nach der Verwaltung einer Provinz (während seines Konsulats oder daran anschließend) wurde er Ende 103/Anfang 102 v. Chr. von Marcus Gratidius wegen Erpressung angeklagt, aber freigesprochen. Im Jahr 100 v. Chr. gehörte er zu den entschiedenen Gegnern des Lucius Appuleius Saturninus. Er starb vor 91 v. Chr. Marcus Tullius Cicero würdigte mehrfach sein rhetorisches Talent sowie seine politische Haltung. Sein Sohn Gaius Flavius Fimbria kämpfte erfolglos im 1. Mithridatischen Krieg gegen Sulla.